# Зона Исток у фудбалу
Зона Исток је једна од укупно дванаест зонских лига у фудбалу. Зоне су четврти ниво лигашких фудбалских такмичења у Србији. Виши степен такмичења је Српска лига Исток, а нижи су окружне лиге — Борска, Зајечарска и Пиротска. Првак лиге иде директно у Српску лигу Исток.
Лига је формирана 2014. године, приликом реорганизације такмичења четвртог ранга на територији Фудбласког савеза региона Источне Србије. Тада су уместо дотадашњих Нишке и Поморавско-тимочке настале три нове зоне — Запад, Исток и Југ. 

## Победници свих првенстава
| Сезона   | Бр. клуб. | Првак                 | Бодови | Вицепрвак               | Бодови |
| 2014/15. | 16        | Дунав, Прахово        | 79     | Сврљиг, Сврљиг          | 70     |
| 2015/16. | 16        | Пуковац, Пуковац      | 71     | Шарбановац, Шарбановац  | 52     |
| 2016/17. | 15        | Ртањ, Бољевац         | 69     | Шарбановац, Шарбановац  | 53     |
| 2017/18. | 16        | Заплањац, Гаџин Хан   | 70     | Буковик, Ражањ          | 63     |
| 2018/19. | 16        | Тимочанин, Књажевац   | 73     | Тимок 1919, Зајечар     | 71     |
| 2019/20. | 16        | Каблови, Зајечар      | 45     | Тимок 1919, Зајечар     | 39     |
| 2020/21. | 16        | Хајдук Вељко, Неготин | 76     | Бор 1919, Бор           | 71     |
| 2021/22. | 16        | Дунав, Прахово        | 76     | Танаско Рајић, Пирот    | 73     |
| 2022/23. | 15        | Ђердап, Кладово       | 74     | Балкански, Димитровград | 69     |
| 2023/24. | 15        | Тимок 1919, Зајечар   | 77     | Бор 1919, Бор           | 54     |

## Клубови у сезони 2024/25.
| Клуб           | Место        |
| -------------- | ------------ |
| Балкански      | Димитровград |
| Бор 1919       | Бор          |
| Браник         | Штубик       |
| Гњилан         | Гњилан       |
| Лужница        | Бабушница    |
| Миџор          | Кална        |
| ОФК Књаз       | Трговиште    |
| СФУ Рудар 1934 | Мајданпек    |
| Ртањ           | Бољевац      |
| Танаско Рајић  | Пирот        |
| Тимочанин      | Књажевац     |
| Хајдук Вељко   | Неготин      |
|                |              |